# Aeschropteryx tetragonata
Aeschropteryx tetragonata är en fjärilsart som beskrevs av Achille Guenée 1857. Aeschropteryx tetragonata ingår i släktet Aeschropteryx och familjen mätare. Inga underarter finns listade i Catalogue of Life.